# 兰库尔
兰库尔（法語：Raincourt，法語發音：[ʁɛ̃kuʁ]）是法国上索恩省的一个市镇，属于沃苏勒区。

## 地理
兰库尔（47°51'36"N, 5°53'8"E）面积8.28 平方千米，位于法国勃艮第-弗朗什-孔泰大區上索恩省，该省份为法国东部内陆省份，北起顺时针与孚日省、贝尔福地区省、杜省、汝拉省、科多尔省和上马恩省接壤。
与兰库尔接壤的市镇（或旧市镇、城区）包括：布隆德方丹、桑班、瑞塞。

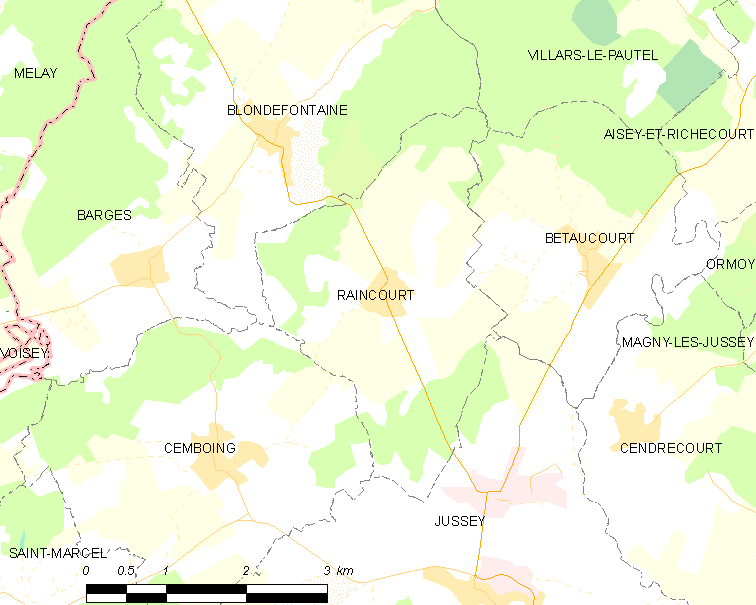
兰库尔的OSM定位图

兰库尔的时区为UTC+01:00、UTC+02:00（夏令时）。

## 行政
兰库尔的邮政编码为70500，INSEE市镇编码为70436。

## 政治
兰库尔所属的省级选区为瑞塞县。

## 人口

1962-2008年间兰库尔人口变化图示

兰库尔于2022年1月1日时的人口数量为110人。